# Pentax 6x7
La Pentax 6x7 (originariamente Asahi Pentax 6x7) e le successive Pentax 67 e Pentax 67II sono fotocamere reflex a ottica intercambiabile   medio formato a pellicola 120/220  prodotte dalla giapponese Pentax. Il suo aspetto e forma sono simili a quelli di una tradizionale reflex SLR 35 mm, ma con 1290 g di peso e dimensioni generose: 177 mm di larghezza per 110 mm di altezza e 91 mm di profondità. Con pentaprisma e obbiettivo di serie montati raggiunge i 2,3 kg. Ispirata alla Praktisix KW 6x6 del 1957 e alla sua erede la Pentacon Six prodotte in Germania Est anche se il concetto di reflex monobiettivo può essere attribuito più indietro nel tempo alla Hagee VP Exakta del 1933.
L'attacco degli obiettivi è a doppia baionetta con una vasta gamma di ottiche disponibili.
Più di 40 anni dopo l'introduzione della prima Pentax 6x7 un'estesa gamma di obiettivi è ancora disponibile, insieme all'ultima Pentax 67II.
La Pentax 6x7 si maneggia allo stesso modo di una normale fotocamera 35 mm. Carica rulli da 120 e 220 per rispettivamente 10 o 20 scatti per un'area di 6x7cm (56x70 mm). Il passaggio dalla pellicola 120 a quella 220 è dato da un piccolo selettore a lato della  spalla destra della fotocamera e da un indicatore sul pressapellicola.  La configurazione standard della fotocamera include l'obiettivo Super-Multi-Coated TAKUMAR/6×7 1:2.4 f=105 ed il mirino a pentaprisma rimovibile, nel qual caso il campo dell'inquadratura è pari al 100% del fotogramma.
Molto ricercata ed utile l'impugnatura con manico in legno e slitta portaaccessori da montare sul lato sinistro della fotocamera per un uso più comodo, stabile e maneggevole della stessa e venduta separatamente.
Il tempo di sincroflash di 1/30 di secondo costituisce una limitazione nell'uso del lampo come luce di riempimento in controluce.
Esistono comunque due obbiettivi, un F90/f2,8 e un F165/f4 che dispongono di un otturatore centrale e permettono di sincronizzare il flash fino a 1/500 di secondo.
La fotocamera ha avuto successivamente 3 evoluzioni rispetto all'originale Asahi Pentax 6x7, introdotta nel 1969.
Evoluzioni:
- Asahi Pentax 6x7 MU con leva per il sollevamento dello specchio del 1976
- Pentax 67 del 1990
- Pentax 67II in vendita dal 1999

Fotografi famosi, utilizzatori di questa fotocamera:
- Diane Arbus
- Peter Lindbergh
- Mario Testino
- Bruce Weber